# Lac de la Squaw (Lac-Nilgaut)
Le lac de la Squaw, anciennement lac de l'Indienne est un plan d'eau situé dans le territoire non-organisé de Lac-Nilgaut, à 15 km au nord-ouest d'Otter Lake, Pontiac, Québec, Canada.